# Graffenrieda colombiana
Graffenrieda colombiana är en tvåhjärtbladig växtart som beskrevs av Henry Allan Gleason. Graffenrieda colombiana ingår i släktet Graffenrieda och familjen Melastomataceae.
Artens utbredningsområde är Colombia. Inga underarter finns listade i Catalogue of Life.